# Danh sách cơ quan vũ trụ
Đây là danh sách các cơ quan chính phủ tham gia vào các hoạt động liên quan đến khám phá không gian và vũ trụ.
Tính đến năm 2018 đã có 72 cơ quan vũ trụ khác nhau của các chính phủ đang tồn tại; 14 trong số đó có khả năng phóng. Sáu cơ quan vũ trụ chính phủ gồm Cục Vũ trụ Quốc gia Trung Quốc (CNSA), Cơ quan Vũ trụ châu Âu (ESA), Tổ chức Nghiên cứu Vũ trụ Ấn Độ (ISRO), Cơ quan nghiên cứu và phát triển hàng không vũ trụ Nhật Bản (JAXA), Cơ quan Hàng không và Vũ trụ Hoa Kỳ (NASA) và Cơ quan Vũ trụ Liên bang Nga (RFSA hoặc Roscosmos) —có đầy đủ khả năng phóng, bao gồm khả năng phóng và thu hồi nhiều vệ tinh, phát triển và triển khai động cơ tên lửa làm lạnh sâu và vận hành các tàu vũ trụ.
Các tên viết tắt được đưa ra là các tên viết tắt phổ biến nhất: đây có thể là từ viết tắt tên tiếng Anh (ví dụ: JAXA) hoặc từ viết tắt trong ngôn ngữ gốc. Trường hợp có nhiều từ viết tắt được sử dụng phổ biến, từ viết tắt tiếng Anh được đưa ra đầu tiên.
Ngày thành lập cơ quan vũ trụ là ngày hoạt động đầu tiên nếu có. Nếu cơ quan vũ trụ không còn hoạt động thì sẽ có ngày chấm dứt hoạt động (tức là ngày hoạt động cuối cùng). Đặc biệt, chương trình vũ trụ Liên Xô không được liệt kê vì nó không được tổ chức như một cơ quan hợp nhất.

## Danh sách các cơ quan vũ trụ
Thành tựu của các cơ quan vũ trụ được mã hóa bằng màu sắc như sau

### Dân sự
| Tên | Viết tắt                                                                         | Quốc gia | Thành lập                               | Giải thể             | Năng lực của cơ quan vũ trụ | Năng lực của cơ quan vũ trụ | Năng lực của cơ quan vũ trụ | Năng lực của cơ quan vũ trụ           | Nguồn                                                 |
| Tên | Viết tắt                                                                         | Quốc gia | Thành lập                               | Giải thể             | Phi hành gia                | Vận hành vệ tinh            | Tên lửa nghiên cứu          | Khôi phục tên lửa nghiên cứu sinh học | Nguồn                                                 |
| --- | -------------------------------------------------------------------------------- | --- | --------------------------------------- | -------------------- | --------------------------- | --------------------------- | --------------------------- | ------------------------------------- | ----------------------------------------------------- |
| Cơ quan Vũ trụ Úc | ASA                                                                              | Úc | 1 tháng 7 năm 2018                      | —                    | Không                       | Có                          | Có                          | Không                                 | [ 1 ] [ 2 ] [ cần dẫn nguồn ]                         |
| Cơ quan Vũ trụ Belarus | BSA                                                                              | Belarus | 2009                                    | —                    | Không                       | Có                          | Có                          | Không                                 | [ 3 ]                                                 |
| Cơ quan Vũ trụ Costa Rica (Agencia Espacial Costarricense) | AEC                                                                              | Costa Rica | 2021                                    | —                    | Không                       | Không                       | Không                       | Không                                 | [ 4 ]                                                 |
| Viện Hàng không Vũ trụ El Salvador (Instituto Aeroespacial de El Salvador) | ESAI Lưu trữ ngày 13 tháng 8 năm 2021 tại Wayback Machine                        | El Salvador | 2020                                    | —                    | Không                       | Không                       | Không                       | Không                                 | [ 5 ]                                                 |
| Cơ quan Vũ trụ Mexico | AEM Lưu trữ ngày 16 tháng 6 năm 2016 tại Wayback Machine                         | México | 30 tháng 7 năm 2010                     | —                    | Có                          | Có                          | Có                          | Không                                 | [ 6 ]                                                 |
| Cơ quan Vũ trụ Algerie | ASAL Lưu trữ ngày 4 tháng 6 năm 2011 tại Wayback Machine                         | Algérie | 16 tháng 1 năm 2002                     | —                    | Không                       | Có                          | Có                          | Không                                 | —                                                     |
| Tổ chức Hợp tác Vũ trụ châu Á-Thái Bình Dương | APSCO                                                                            | Quốc tế Bangladesh · Trung Quốc · Indonesia · Iran · Mông Cổ · Pakistan · Perú · Thái Lan · Thổ Nhĩ Kỳ | 28 tháng 10 năm 2005                    | —                    | Không                       | Có                          | Không                       | Không                                 | —                                                     |
| Cơ quan Vũ trụ Áo | ALR                                                                              | Áo | 12 tháng 7 năm 1972                     | —                    | Không                       | Không                       | Không                       | Không                                 | [ 7 ] [ 8 ]                                           |
| Cơ quan Vũ trụ Cộng hòa Azerbaijan (Azercosmos) | Azercosmos                                                                       | Azerbaijan | 2021                                    | —                    | Không                       | Có                          | Không                       | Không                                 | [ 9 ]                                                 |
| Cơ quan Khoa học Vũ trụ Quốc gia | NSSA                                                                             | Bahrain | 9 tháng 4 năm 2014                      | —                    | Không                       | Không                       | Không                       | Không                                 | [ 10 ]                                                |
| Viện Khí học cao không Vũ trụ Bỉ | BIRA IASB BISA                                                                   | Bỉ | 25 tháng 11 năm 1964                    | —                    | Có                          | Không                       | Không                       | Không                                 | [ 11 ]                                                |
| Cơ quan Các hoạt động Vũ trụ Bolivar | ABAE                                                                             | Venezuela | 1 tháng 1 năm 2008                      | —                    | Không                       | Có                          | Không                       | Không                                 | [ 12 ]                                                |
| Cơ quan Vũ trụ Brasil | AEB Lưu trữ ngày 24 tháng 12 năm 2010 tại Wayback Machine                        | Brasil | 10 tháng 2 năm 1994                     | —                    | Có                          | Có                          | Có                          | Không                                 | [ 14 ] [ 15 ]                                         |
| Cơ quan Vũ trụ Anh | UKSA                                                                             | Anh Quốc | 1 tháng 4 năm 2010                      | —                    | Có                          | Có                          | Có                          | Không                                 | [ cần dẫn nguồn ]                                     |
| Cơ quan Vũ trụ Bolivia | ABE                                                                              | Bolivia | 2012                                    | —                    | Không                       | Có                          | Không                       | Không                                 | [ 16 ] [ 17 ] [ 18 ]                                  |
| Viện Nghiên cứu Công nghệ Vũ trụ | ИКИ-БАН SRI-BAS ИСЗВ-БАН STIL-BAS                                                | Bulgaria | 1987                                    | —                    | Có                          | Có                          | Không                       | Không                                 | [ 19 ]                                                |
| Cơ quan Vũ trụ Canada | CSA ASC                                                                          | Canada | 1 tháng 3 năm 1989                      | —                    | Có                          | Có                          | Có                          | Không                                 | [ 20 ]                                                |
| Cục Vũ trụ Quốc gia Trung Quốc | CNSA                                                                             | Trung Quốc | 22 tháng 4 năm 1993                     | —                    | Có                          | Có                          | Có                          | Có                                    | [ 21 ]                                                |
| Ủy ban Vũ trụ Colombia | CCE                                                                              | Colombia | 18 tháng 7 năm 2006                     | —                    | Không                       | Có                          | Không                       | Không                                 | [ 22 ]                                                |
| Trung tâm Xử lý Ảnh viễn thám | CRISP                                                                            | Singapore | 1995                                    | —                    | Không                       | Có                          | Không                       | Không                                 |                                                       |
| Ủy ban Tư vấn Hệ thống Dữ liệu Không gian | CCSDS                                                                            | Quốc tế Agenzia Spaziale Italiana (ASI) British National Space Centre (BNSC) Canadian Space Agency (CSA) Centre National d’Études Spatiales (CNES) China National Space Administration (CNSA) Deutsches Zentrum für Luft und Raumfahrt (DLR) European Space Agency (ESA) Instituto Nacional de Pesquisas Espaciais (INPE) Japan Aerospace Exploration Agency (JAXA) National Aeronautics and Space Administration (NASA) Russian Federal Space Agency (RFSA) | 1982                                    | —                    | Không                       | Không                       | Không                       | Không                                 | —                                                     |
| Tiếng Séc: Ministerstvo dopravy České republiky (Bộ Giao thông Cộng hòa Séc – Cục Công nghệ Vũ trụ và Hệ thống Vệ tinh)                                                       | Lưu trữ ngày 16 tháng 10 năm 2019 tại Wayback Machine Bộ Giao thông Cộng hòa Séc | Cộng hòa Séc | 2003                                    | —                    | Có                          | Không                       | Không                       | Không                                 | [ 23 ]                                                |
| Trung tâm Vũ trụ Quốc gia Đan Mạch | DRC DNSC                                                                         | Đan Mạch | 1 tháng 1 năm 1968                      | —                    | Có                          | Không                       | Không                       | Không                                 | [ cần dẫn nguồn ]                                     |
| Viện nghiên cứu Vũ trụ Đan Mạch | DSRI                                                                             | Đan Mạch | 1 tháng 1 năm 2005                      | 31 tháng 12 năm 2006 | Không                       | Có                          | Không                       | Không                                 | [ cần dẫn nguồn ]                                     |
| Cơ quan Vũ trụ châu Âu | ESA ASE EWO                                                                      | Áo · Bỉ · Cộng hòa Séc · Đan Mạch · Estonia · Liên minh châu Âu · Phần Lan · Pháp · Đức · Hy Lạp · Hungary · Ireland · Ý · Luxembourg · Hà Lan · Na Uy · Ba Lan · Bồ Đào Nha · România · Tây Ban Nha · Thụy Điển · Thụy Sĩ · Anh Quốc | 31 tháng 5 năm 1975                     | —                    | Có                          | Có                          | Có                          | Có                                    | [ 24 ] [ 25 ]                                         |
| Cơ quan Phát triển Công nghệ Không gian và Địa Tin học | GISTDA Lưu trữ ngày 16 tháng 2 năm 2010 tại Wayback Machine สทอภ                 | Thái Lan | 3 tháng 11 năm 2002                     | —                    | Không                       | Có                          | Không                       | Không                                 | [ 26 ]                                                |
| Trung tâm Hàng không và Vũ trụ Đức | DLR                                                                              | Đức | 1969                                    | —                    | Có                          | Có                          | Có                          | Không                                 | [ 27 ]                                                |
| Trung tâm Vũ trụ Hellenic (tiếng Hy Lạp: Ελληνικό Κέντρο Διαστήματος) | ΕΛΚΕΔ HSC                                                                        | Hy Lạp | 9 tháng 8 năm 2019                      | —                    | Không                       | Không                       | Không                       | Không                                 | [ cần dẫn nguồn ]                                     |
| Văn phòng Vũ trụ Hungary | MŰI HSO                                                                          | Hungary | tháng 1 năm 1992                        | —                    | Không                       | Có                          | Không                       | Không                                 |                                                       |
| Tổ chức Nghiên cứu Vũ trụ Ấn Độ | ISRO इसरो                                                                         | Ấn Độ | 15 tháng 8 năm 1969                     | —                    | Có                          | Có                          | Có                          | Có                                    | [ 28 ] [ 29 ] [ 30 ]                                  |
| Viện Công nghệ Hàng không Vũ trụ Quốc gia | INTA                                                                             | Tây Ban Nha | 1942                                    | —                    | Có                          | Có                          | Có                          | Không                                 | [ 31 ] [ 32 ] [ 33 ]                                  |
| Cơ quan Vũ trụ Iran | ISA Lưu trữ ngày 30 tháng 9 năm 2007 tại Wayback Machine                         | Iran | 2004                                    | —                    | Có                          | Có                          | Có                          | Có                                    | [ 34 ] [ 35 ] [ 36 ]                                  |
| Cơ quan Vũ trụ Israel | ISA סל"ה                                                                         | Israel | tháng 4 năm 1983                        | —                    | Có                          | Có                          | Có                          | Không                                 | [ cần dẫn nguồn ]                                     |
| Cơ quan Vũ trụ Ý | ASI                                                                              | Ý | 1988                                    | —                    | Có                          | Có                          | Có                          | Không                                 | [ 37 ] [ 38 ]                                         |
| Cơ quan nghiên cứu và phát triển hàng không vũ trụ Nhật Bản | JAXA                                                                             | Nhật Bản | 1 tháng 10 năm 2003                     | —                    | Có                          | Có                          | Có                          | Có                                    | [ 39 ] [ 40 ]                                         |
| Cơ quan Vũ trụ Luxembourg | LSA                                                                              | Luxembourg | tháng 9 năm 2018                        | —                    | Không                       | Không                       | Không                       | Không                                 | —                                                     |
| Cơ quan Vũ trụ Quốc gia Cộng hòa Kazakhstan | KazCosmos KazKosmos                                                              | Kazakhstan | 27 tháng 3 năm 2007                     | —                    | Có                          | Có                          | Không                       | Không                                 | [ 42 ]                                                |
| Cơ quan Vũ trụ New Zealand | NZSA Lưu trữ ngày 3 tháng 8 năm 2018 tại Wayback Machine                         | New Zealand | tháng 4 năm 2016                        | —                    | Không                       | Không                       | Không                       | Không                                 | —                                                     |
| Ủy ban Công nghệ Vũ trụ Triều Tiên | KCST                                                                             | CHDCND Triều Tiên | 1980s                                   | 2013                 | Không                       | Có                          | Có                          | Không                                 | [ 43 ] [ 44 ] [ 45 ]                                  |
| Cục Phát triển Hàng không vũ trụ Quốc gia | NADA                                                                             | CHDCND Triều Tiên | 2013                                    | —                    | Không                       | Có                          | Có                          | Không                                 | [ 46 ]                                                |
| Viện nghiên cứu Hàng không Vũ trụ Hàn Quốc | KARI                                                                             | Hàn Quốc | 10 tháng 10 năm 1989                    | —                    | Có                          | Có                          | Có                          | Không                                 | [ cần dẫn nguồn ]                                     |
| Hiệp hội Vũ trụ Litva | LSA Lưu trữ ngày 12 tháng 8 năm 2020 tại Wayback Machine                         | Litva | 2007                                    | —                    | Không                       | Có                          | Không                       | Không                                 | [ 47 ]                                                |
| Cơ quan Vũ trụ Malaysia | MYSA                                                                             | Malaysia | 2002                                    | —                    | Có                          | Có                          | Không                       | Không                                 | [ 48 ]                                                |
| Cơ quan Hàng không và Vũ trụ Hoa Kỳ | NASA                                                                             | Hoa Kỳ | 1 tháng 10 năm 1958                     | —                    | Có                          | Có                          | Có                          | Có                                    | [ 49 ]                                                |
| Cơ quan Viễn thám và Khoa học Vũ trụ Quốc gia | NARSS                                                                            | Ai Cập | 1994                                    | —                    | Không                       | Có                          | Không                       | Không                                 | [ 50 ]                                                |
| Chương trình Vũ trụ Quốc gia | NSP                                                                              | Úc | 1986                                    | 1996                 | Không                       | Có                          | Không                       | Không                                 | [ 51 ]                                                |
| Trung tâm Nghiên cứu Vũ trụ Quốc gia Pháp | CNES                                                                             | Pháp | 19 tháng 12 năm 1961                    | —                    | Có                          | Có                          | Có                          | Không                                 | [ 52 ]                                                |
| Cơ quan Vũ trụ Paraguay (Agencia Espacial de Paraguay) | AEP                                                                              | Paraguay | 26 tháng 3 năm 2014                     | —                    | Không                       | Có                          | Không                       | Không                                 | [ 53 ]                                                |
| Ủy ban Quốc gia về Nghiên cứu và Phát triển Hàng không Vũ trụ | CONIDA                                                                           | Perú | 11 tháng 6 năm 1974                     | —                    | Không                       | Có                          | Có                          | Không                                 | [ 54 ]                                                |
| Phòng Khoa học và Công nghệ – Viện Khoa học và Công nghệ cao | DOST–ASTI                                                                        | Philippines | 2014                                    | —                    | Không                       | Có                          | Không                       | Không                                 | [ 56 ] [ 57 ]                                         |
| Cơ quan Vũ trụ Philippines | PhilSA Lưu trữ ngày 20 tháng 9 năm 2021 tại Wayback Machine                      | Philippines | 8 tháng 8 năm 2019                      | —                    | Không                       | Không                       | Không                       | Không                                 | [ 57 ] [ 58 ] [ 59 ]                                  |
| Comisión Nacional de Investigaciones Espaciales | CNIE                                                                             | Argentina | 1961                                    | 1991                 | Không                       | Không                       | Có                          | Có                                    | [ 60 ] [ 61 ]                                         |
| Comisión Nacional de Actividades Espaciales | CONAE                                                                            | Argentina | 28 tháng 5 năm 1991                     | —                    | Không                       | Có                          | Có                          | Không                                 | [ 60 ]                                                |
| Viện Hàng không và Vũ trụ Quốc gia | LAPAN                                                                            | Indonesia | 27 tháng 11 năm 1964                    | —                    | Có                          | Có                          | Có                          | Không                                 | [ cần dẫn nguồn ]                                     |
| Trung tâm Viễn thám Quốc gia Mông Cổ | NRSC                                                                             | Mông Cổ | 1987                                    | —                    | Không                       | Không                       | Không                       | Không                                 | [ 62 ]                                                |
| Trung tâm Viễn thám Quốc gia Tunisia (tiếng Pháp: Centre national de la cartographie et de la télédétection tiếng Ả Rập: المركز الوطني للإستشعار عن بعد)                      | CNCT Lưu trữ ngày 10 tháng 6 năm 2021 tại Wayback Machine                        | Tunisia | 1988                                    | —                    | Không                       | Không                       | Không                       | Không                                 | —                                                     |
| Cơ quan Nghiên cứu Vũ trụ Nhà nước Uzbek (UzbekCosmos) | USSRA (UzbekCosmos)                                                              | Uzbekistan | 2001                                    | —                    | Không                       | Không                       | Không                       | Không                                 | [ 63 ]                                                |
| Cơ quan Vũ trụ Nhà nước Ukraine | ДКАУ Lưu trữ ngày 6 tháng 10 năm 2008 tại Wayback Machine SSAU                   | Ukraina | 2 tháng 3 năm 1992                      | —                    | Có                          | Có                          | Có                          | Không                                 | Lưu trữ ngày 10 tháng 12 năm 2018 tại Wayback Machine |
| Tổ chức Vũ trụ Quốc gia | NSPO Lưu trữ ngày 8 tháng 12 năm 2006 tại Wayback Machine                        | Trung Hoa Dân Quốc (Đài Loan) | 3 tháng 10 năm 1991                     | —                    | Không                       | Có                          | Có                          | Không                                 | [ 64 ]                                                |
| Cơ quan Nghiên cứu và Phát triển Vũ trụ Quốc gia | NASRDA                                                                           | Nigeria | 1998                                    | —                    | Không                       | Có                          | Không                       | Không                                 | [ cần dẫn nguồn ]                                     |
| Viện Nghiên cứu Vũ trụ Hà Lan | SRON                                                                             | Hà Lan | 1983                                    | —                    | Có                          | Có                          | Không                       | Không                                 | [ cần dẫn nguồn ]                                     |
| Cơ quan Vũ trụ Na Uy | NRS Lưu trữ ngày 1 tháng 4 năm 2008 tại Wayback Machine NSC                      | Na Uy | 1987                                    | —                    | Không                       | Có                          | Có                          | Không                                 | [ 65 ]                                                |
| Ủy ban Nghiên cứu Vũ trụ và Thượng tầng Khí quyển Pakistan | SUPARCO Lưu trữ ngày 2 tháng 4 năm 2015 tại Wayback Machine سپارکو               | Pakistan | 16 tháng 9 năm 1961                     | —                    | Không                       | Có                          | Có                          | Không                                 | [ cần dẫn nguồn ]                                     |
| Cơ quan Vũ trụ Bồ Đào Nha | PTSPACE                                                                          | Bồ Đào Nha | 2019                                    | —                    | Không                       | Không                       | Không                       | Không                                 | [ 66 ] [ 67 ]                                         |
| Cơ quan Vũ trụ Romania | ASR ROSA                                                                         | România | 1991                                    | —                    | Có                          | Có                          | Không                       | Không                                 | [ cần dẫn nguồn ]                                     |
| Trung tâm Viễn thám Ai Cập (giải thể) | EASRT-RSC                                                                        | Ai Cập | 1971                                    | 1994                 | Không                       | Không                       | Không                       | Không                                 | [ 50 ]                                                |
| Trung tâm Viễn thám Hoàng gia (tiếng Pháp: Centre Royal de Télédétection Spatiale tiếng Berber: Ammas Amrrukan n Tallunt tiếng Ả Rập: المركز الملكي للإستشعار البعدي الفضائي) | CRTS Lưu trữ ngày 25 tháng 7 năm 2012 tại Wayback Machine                        | Maroc | tháng 12 năm 1989                       | —                    | Không                       | Không                       | Không                       | Không                                 | —                                                     |
| Roscosmos | ROSCOSMOS Lưu trữ ngày 16 tháng 7 năm 2011 tại Wayback Machine РОСКОСМОС         | Nga | 26 tháng 12 năm 1991                    | —                    | Có                          | Có                          | Có                          | Có                                    | [ cần dẫn nguồn ]                                     |
| Cơ quan Vũ trụ Thổ Nhĩ Kỳ (Türkiye Uzay Ajansı) | TUA                                                                              | Thổ Nhĩ Kỳ | 2018                                    | —                    | Không                       | Có                          | Có                          | Không                                 | [ 68 ] [ 69 ] [ 70 ] [ 71 ]                           |
| Tổ chức Nghiên cứu Vũ trụ và Viễn thám | SPARRSO                                                                          | Bangladesh | 1980                                    | —                    | Không                       | Không                       | Không                       | Không                                 | [ 72 ]                                                |
| Cơ quan Vũ trụ Ba Lan | POLSA                                                                            | Ba Lan | 2014                                    | —                    | Có                          | Có                          | Không                       | Không                                 | [ cần dẫn nguồn ]                                     |
| Cơ quan Vũ trụ Quốc gia Nam Phi | SANSA                                                                            | Nam Phi | 9 tháng 12 năm 2010                     | —                    | Không                       | Không                       | Không                       | Không                                 | [ 73 ]                                                |
| Ủy ban Vũ trụ Saudi | SSC                                                                              | Ả Rập Xê Út | 1977 (KACST-SRI) 2018 (SSC)             | —                    | Không                       | Có                          | Không                       | Không                                 | —                                                     |
| Trung tâm Vũ trụ Việt Nam | TTVTVN hoặc VNSC VAST-VNSC                                                       | Việt Nam | 20 tháng 11 năm 2006                    | —                    | Có                          | Có                          | Không                       | Không                                 | [ 74 ]                                                |
| Cơ quan Vũ trụ Quốc gia Thụy Điển | SNSA                                                                             | Thụy Điển | 1972                                    | —                    | Có                          | Có                          | Có                          | Không                                 | [ cần dẫn nguồn ]                                     |
| Văn phòng Vũ trụ Thụy Sĩ | SSO                                                                              | Thụy Sĩ | 1998                                    | —                    | Không                       | Không                       | Không                       | Không                                 | [ 75 ] [ 76 ]                                         |
| Cơ quan Vũ trụ Quốc gia Turkmenistan | TNSA                                                                             | Turkmenistan | 2011                                    | —                    | Không                       | Có                          | Không                       | Không                                 | [ 77 ]                                                |
| Văn phòng Liên Hợp Quốc về Hoạt động Vũ trụ | UNOOSA                                                                           | Liên Hợp Quốc | 13 tháng 12 năm 1958                    | —                    | —                           | —                           | —                           | —                                     | [ 78 ]                                                |
| Ủy ban Liên Hợp Quốc về Sử dụng Hòa bình Không gian Vũ trụ | UNCOPUOS                                                                         | Liên Hợp Quốc | 12 tháng 12 năm 1959                    | —                    | —                           | —                           | —                           | —                                     | [ 79 ]                                                |
| Cơ quan Vũ trụ Các Tiểu vương quốc Ả Rập Thống nhất | UAESA                                                                            | UAE | 2014                                    | —                    | Có                          | Có                          | Không                       | Không                                 | [ 80 ]                                                |
| Trung tâm Vũ trụ Mohammed bin Rashid | MBRSC                                                                            | Dubai, UAE | 6 tháng 2 năm 2006 (EIAST) 2015 (MBRSC) | —                    | Có                          | Có                          | Không                       | Không                                 | [ 81 ]                                                |
| Cơ quan Vũ trụ Syria | SSA                                                                              | Syria | 18 tháng 3 năm 2014                     | —                    | Không                       | Không                       | Không                       | Không                                 | [ 82 ] [ 83 ] [ 84 ] [ 85 ]                           |

## Danh sách các cơ quan vũ trụ với khả năng phóng
|                                                             |                                                                          | Quốc gia | Thành lập            | Giải thể | Năng lực của cơ quan vũ trụ | Năng lực của cơ quan vũ trụ                           | Năng lực của cơ quan vũ trụ | Năng lực của cơ quan vũ trụ | Nguồn                         |
| Tên                                                         | Viết tắt                                                                 | Quốc gia | Thành lập            | Giải thể | Khả năng phóng đa vệ tinh   | Phát triển và triển khai động cơ tên lửa làm lạnh sâu | Vận hành tàu vũ trụ         | Tái sử dụng vệ tinh         | Nguồn                         |
| ----------------------------------------------------------- | ------------------------------------------------------------------------ | --- | -------------------- | -------- | --------------------------- | ----------------------------------------------------- | --------------------------- | --------------------------- | ----------------------------- |
| Cơ quan Vũ trụ Úc                                           | ASA                                                                      | Úc | 1 tháng 7 năm 2018   | —        | Không                       | Không                                                 | Không                       | Không                       | [ 1 ] [ 2 ] [ cần dẫn nguồn ] |
| Cục Vũ trụ Quốc gia Trung Quốc                              | CNSA                                                                     | Trung Quốc | 22 tháng 4 năm 1993  | —        | Có                          | Có                                                    | Có                          | Có                          | [ 21 ]                        |
| Cơ quan Vũ trụ châu Âu                                      | ESA ASE EWO                                                              | ESA Áo · Bỉ · Cộng hòa Séc · Đan Mạch · Estonia · Phần Lan · Pháp · Đức · Hy Lạp · Hungary · Ireland · Ý · Luxembourg · Hà Lan · Na Uy · Bồ Đào Nha · Ba Lan · România · Tây Ban Nha · Thụy Điển · Thụy Sĩ · Anh Quốc | 31 tháng 5 năm 1975  | —        | Có                          | Có                                                    | Có                          | Có                          | [ 24 ] [ 25 ]                 |
| Cơ quan Vũ trụ Iran                                         | ISA Lưu trữ ngày 30 tháng 9 năm 2007 tại Wayback Machine ISA             | Iran | 2004                 | —        | Không                       | Không                                                 | Không                       | Không                       |                               |
| Cơ quan Vũ trụ Israel                                       | ISA סל"ה                                                                 | Israel | tháng 4 năm 1983     | —        | Không                       | Không                                                 | Không                       | Không                       | [ cần dẫn nguồn ]             |
| Cơ quan Vũ trụ Ý                                            | ASI                                                                      | Ý | 1988                 | —        | Có                          | Không                                                 | Có                          | Không                       | [ 86 ]                        |
| Ủy ban Công nghệ Vũ trụ Triều Tiên                          | KCST                                                                     | CHDCND Triều Tiên | thập niên 1980       | —        | Không                       | Không                                                 | Không                       | Không                       | [ cần dẫn nguồn ]             |
| Viện nghiên cứu Hàng không Vũ trụ Hàn Quốc                  | 항우연                                                                   | Hàn Quốc | tháng 10 năm 1989    | —        | Không                       | Không                                                 | Không                       | Không                       | [ cần dẫn nguồn ]             |
| Tổ chức Nghiên cứu Vũ trụ Ấn Độ                             | ISRO इसरो                                                                 | Ấn Độ | 15 tháng 8 năm 1969  | —        | Có                          | Có                                                    | Có                          | Có                          | [ 28 ] [ 29 ] [ 30 ]          |
| Cơ quan nghiên cứu và phát triển hàng không vũ trụ Nhật Bản | JAXA                                                                     | Nhật Bản | 1 tháng 10 năm 2003  | —        | Có                          | Có                                                    | Có                          | Có                          | [ 39 ]                        |
| Cơ quan Hàng không và Vũ trụ Hoa Kỳ                         | NASA                                                                     | Hoa Kỳ | 1 tháng 10 năm 1958  | —        | Có                          | Có                                                    | Có                          | Có                          | [ 49 ]                        |
| tiếng Pháp: Centre National d’Études Spatiales              | CNES                                                                     | Pháp | 19 tháng 12 năm 1961 | —        | Có                          | Có                                                    | Không                       | Không                       | [ 52 ]                        |
| Cơ quan Vũ trụ Nhà nước Ukraina                             | ДКАУ Lưu trữ ngày 6 tháng 10 năm 2008 tại Wayback Machine SSAU           | Ukraina | 2 tháng 3 năm 1992   | —        | Có                          | Không                                                 | Không                       | Không                       | [ cần dẫn nguồn ]             |
| Roscosmos                                                   | ROSCOSMOS Lưu trữ ngày 16 tháng 7 năm 2011 tại Wayback Machine РОСКОСМОС | Nga | khoảng 1992          | —        | Có                          | Có                                                    | Có                          | Có                          | [ cần dẫn nguồn ]             |
| Lực lượng Không gian Hoa Kỳ                                 | USSF                                                                     | Hoa Kỳ | 20 tháng 12 năm 2019 | —        | Có                          | Có                                                    | Không                       | Có                          | [ 87 ] [ 88 ] [ 89 ]          |

## Danh sách cơ quan vũ trụ có khả năng đưa người lên vũ trụ
| Cơ quan vũ trụ                      | Cơ quan vũ trụ                                                      | Quốc gia   | Thành lập                                   | Giải tán | Các nhiệm vụ mà cơ quan vũ trụ đã thực hiện | Các nhiệm vụ mà cơ quan vũ trụ đã thực hiện | Các nhiệm vụ mà cơ quan vũ trụ đã thực hiện | Các nhiệm vụ mà cơ quan vũ trụ đã thực hiện | Nguồn  |
| ----------------------------------- | ------------------------------------------------------------------- | ---------- | ------------------------------------------- | -------- | ------------------------------------------- | ------------------------------------------- | ------------------------------------------- | ------------------------------------------- | ------ |
| Cơ quan Hàng không và Vũ trụ Hoa Kỳ | NASA                                                                | Hoa Kỳ     | 1 tháng 10 năm 1958                         | —        | Có                                          | Có                                          | Có                                          | Có                                          | [ 49 ] |
| Cơ quan Vũ trụ Liên bang Nga        | ROSCOSMOS Lưu trữ ngày 16 tháng 7 năm 2011 tại Wayback Machine RFSA | Nga        | 26 tháng 12 năm 1991 sau khi Liên Xô tan rã | —        | Có                                          | Có                                          | Có                                          | Có                                          | [ 90 ] |
| Cục Vũ trụ Quốc gia Trung Quốc      | CNSA                                                                | Trung Quốc | 22 tháng 4 năm 1993                         | —        | Có                                          | Có                                          | Có                                          | Có                                          | [ 21 ] |

## Danh sách cơ quan vũ trụ có khả năng hạ cánh ngoài không gian
| Cơ quan Vũ trụ                                              | Cơ quan Vũ trụ                                                      | Quốc gia | Thành lập                                                              | Giải thể | Các nhiệm vụ mà cơ quan vũ trụ đã thực hiện | Các nhiệm vụ mà cơ quan vũ trụ đã thực hiện | Các nhiệm vụ mà cơ quan vũ trụ đã thực hiện     | Các nhiệm vụ mà cơ quan vũ trụ đã thực hiện | Các nhiệm vụ mà cơ quan vũ trụ đã thực hiện | Các nhiệm vụ mà cơ quan vũ trụ đã thực hiện                    | Nguồn                                                         |
| Tên                                                         | Viết tắt                                                            | Quốc gia | Thành lập                                                              | Giải thể | Kiểm soát tác động lên bề mặt               | Hạ cánh mềm không người lái                 | Di chuyển không người lái trên bề mặt (tự động) | Tự động mang về mẫu vật                     | Tàu vũ trụ có người lái bay quanh mặt Trăng | Tàu vũ trụ có người lái đáp xuống mặt Trăng và mang mẫu vật về | Nguồn                                                         |
| ----------------------------------------------------------- | ------------------------------------------------------------------- | --- | ---------------------------------------------------------------------- | -------- | ------------------------------------------- | ------------------------------------------- | ----------------------------------------------- | ------------------------------------------- | ------------------------------------------- | -------------------------------------------------------------- | ------------------------------------------------------------- |
| Cục Vũ trụ Quốc gia Trung Quốc                              | CNSA                                                                | Trung Quốc | 22 tháng 4 năm 1993                                                    | —        | Có                                          | Có                                          | Có                                              | Có                                          | Không                                       | Không                                                          | [ 21 ]                                                        |
| Cơ quan Vũ trụ châu Âu                                      | ESA ASE EWO                                                         | ESA Áo · Bỉ · Cộng hòa Séc · Đan Mạch · Phần Lan · Pháp · Đức · Hy Lạp · Hungary · Ireland · Ý · Luxembourg · Hà Lan · Na Uy · Bồ Đào Nha · Ba Lan · România · Tây Ban Nha · Thụy Điển · Thụy Sĩ · Anh Quốc | 31 tháng 5 năm 1975                                                    | —        | Có                                          | Có                                          | Không                                           | Không                                       | Không                                       | Không                                                          | Tàu vũ trụ Huygens, mặt dù được NASA phóng và đưa lên quỹ đạo |
| Cơ quan nghiên cứu và phát triển hàng không vũ trụ Nhật Bản | JAXA                                                                | Nhật Bản | 1 tháng 10 năm 2003                                                    | —        | Có                                          | Có                                          | Không                                           | Có                                          | Không                                       | Không                                                          | Hayabusa 1 và 2                                               |
| Tổ chức Nghiên cứu Vũ trụ Ấn Độ                             | ISRO इसरो                                                            | Ấn Độ | 15 tháng 8 năm 1969                                                    | —        | Có                                          | Không                                       | Không                                           | Không                                       | Không                                       | Không                                                          | [ 28 ] [ 29 ] [ 30 ]                                          |
| Cơ quan Hàng không và Vũ trụ Hoa Kỳ                         | NASA                                                                | Hoa Kỳ | 1 tháng 10 năm 1958                                                    | —        | Có                                          | Có                                          | Có                                              | Có                                          | Có                                          | Có                                                             | [ 49 ]                                                        |
| Cơ quan Vũ trụ Liên bang Nga                                | ROSCOSMOS Lưu trữ ngày 16 tháng 7 năm 2011 tại Wayback Machine RFSA | Nga | 26 tháng 12 năm 1991 (người kế thừa chính Chương trình vũ trụ Liên Xô) | —        | Có                                          | Có                                          | Có                                              | Có                                          | Không                                       | Không                                                          |                                                               |

^ mẫu vật đã được tàu OSIRIS-REx lấy, nhưng chưa mang về Trái Đất

## Các cơ quan vũ trụ dự kiến và đề xuất trong tương lai
| Cơ quan vũ trụ                         | Cơ quan vũ trụ                 | Quốc gia/Khu vực   | Năm thành lập dự kiến | Tình trạng hiện nay | Nguồn                                   |
| Tên đầy đủ                             | Viết tắt                       | Quốc gia/Khu vực   | Năm thành lập dự kiến | Tình trạng hiện nay | Nguồn                                   |
| -------------------------------------- | ------------------------------ | ------------------ | --------------------- | --- | --------------------------------------- |
| Cơ quan Vũ trụ châu Phi                | AfSA                           | Liên minh châu Phi | 2023                  | Đề xuất năm 2015. Liên minh châu Phi dự kiến mở cửa cơ quan này vào năm 2019 với trụ sở dự kiến ở Cairo, Ai Cập và được Ai Cập cấp kinh phí. Ai Cập đã phát hành con tem ngày 19/09/2019 về sự kiện này.                    | [ 91 ] [ 92 ] [ 93 ] [ 94 ] [ 95 ]      |
| Cơ quan Vũ trụ Armenia                 | ArmCosmos                      | Armenia            | —                     | Đề xuất năm 2013 với mục tiêu phóng được vệ tinh. Hiện đang đàm phán với Đơn vị Viễn thông Quốc tế để hiện thực hóa tiềm năng này.                                                                                          | [ 96 ]                                  |
| Cơ quan Hàng không và Vũ trụ Brunei    | BruneiSpace and Angkasa Brunei | Brunei             | —                     | Đề xuất năm 2018, vẫn đang tiến triển. | [ 97 ] [ 98 ]                           |
| Cơ quan Hàng không và Vũ trụ Campuchia |                                | Campuchia          | —                     | Đề xuất năm 2016, vẫn đang tiến triển. | [ 99 ] [ 100 ]                          |
| Cơ quan Vũ trụ Caribe                  |                                | Cộng đồng Caribe   | —                     | Đề xuất năm 2017, vẫn đang tiến triển. | [ 101 ]                                 |
| Cơ quan Vũ trụ Croatia                 | CSO                            | Croatia            |                       | Đề xuất năm 2020, hiện đang hoạt động với danh nghĩa tổ chức phi chính phủ Hiệp hội hàng không vũ trụ Adriatic. | [ 102 ]                                 |
| Cơ quan Vũ trụ Haiti                   | HSA                            | Haiti              | —                     | Đề xuất năm 2018, vẫn đang tiến triển. | [ 103 ]                                 |
| Cơ quan Vũ trụ Lào                     | LSA                            | Lào                | —                     | Đề xuất năm 2015, vẫn đang tiến triển. | [ 104 ] [ 105 ]                         |
| Cơ quan Vũ trụ Mỹ Lat-tinh và Caribe   |                                | CELAC              | —                     | Đề xuất năm 2020, vẫn đang tiến triển. | [ 106 ]                                 |
| Cơ quan Vũ trụ và Hàng không Myanmar   |                                | Myanmar            | —                     | Đề xuất năm 2019, vẫn đang tiến triển. | [ 107 ] [ 108 ] [ 109 ] [ 110 ] [ 111 ] |
| Văn phòng Vũ trụ Serbia                |                                | Serbia             | —                     | Đề xuất năm 2016, vẫn đang tiến triển. | [ 112 ] [ 113 ]                         |
| Văn phòng Vũ trụ Slovakia              |                                | Slovakia           | —                     | Đề xuất năm 2015, vẫn đang tiến triển. | [ 114 ]                                 |
| Cơ quan Vũ trụ Slovenia                |                                | Slovenia           | —                     | Đề xuất năm 2019, vẫn đang tiến triển. | [ 115 ] [ 116 ]                         |
| Cơ quan Vũ trụ Nam Mỹ                  |                                | Nam Mỹ             | —                     | Đề xuất năm 2011, vẫn đang tiến triển. | [ 117 ]                                 |
| Cơ quan Vũ trụ và Hàng không Sri Lanka | SLASA                          | Sri Lanka          | —                     | Đề xuất năm 2009. Mục tiêu trước mắt là xây dựng và phóng hai vệ tinh. Ủy ban Điều tiết Viễn thông Sri Lanka đã ký một thỏa thuận với Công ty Công nghệ Vệ tinh Surrey để nhận được sự trợ giúp và các nguồn lực liên quan. | [ 118 ]                                 |
| Cơ quan Vũ trụ Uruguay                 |                                | Uruguay            | —                     | Tuyên bố năm 2021 | [ 119 ]                                 |

## Ngân sách
Ngân sách hàng năm được liệt kê là ngân sách chính thức cho các cơ quan vũ trụ quốc gia được công khai. Ngân sách chưa được tiêu chuẩn hóa theo chi phí nghiên cứu không gian ở các quốc gia khác nhau, tức là ngân sách cao hơn không nhất thiết có nghĩa là hoạt động nhiều hơn hoặc hiệu suất tốt hơn trong khám phá không gian. Ngân sách có thể được sử dụng cho các dự án khác nhau, ví dụ: GPS được duy trì từ ngân sách quốc phòng của Hoa Kỳ, trong khi tiền của ESA được sử dụng để phát triển hệ thống định vị Galileo của châu Âu. Dữ liệu cho các quốc gia độc tài là không đáng tin cậy. Đối với các quốc gia ở châu Âu đóng góp cho cho ESA, ngân sách quốc gia được hiển thị bao gồm cả những đóng góp của họ cho ESA.
| Quốc gia/ khu vực | Cơ quan                                                                             | Ngân sách (triệu USD) | Năm     | Nguồn           |
| --- | ----------------------------------------------------------------------------------- | --------------------- | ------- | --------------- |
| Hoa Kỳ | Cơ quan Hàng không và Vũ trụ Hoa Kỳ                                                 | 22.629                | 2020    | [ 122 ] [ 123 ] |
| Trung Quốc | Cục Vũ trụ Quốc gia Trung Quốc                                                      | 11.000                | 2018    | [ 124 ]         |
| Áo · Bỉ · Cộng hòa Séc · Đan Mạch · Liên minh châu Âu · Phần Lan · Pháp · Đức · Hy Lạp · Ireland · Ý · Luxembourg · Hà Lan · Na Uy · Ba Lan · Bồ Đào Nha · România · Tây Ban Nha · Thụy Điển · Thụy Sĩ · Anh Quốc | Cơ quan Vũ trụ châu Âu                                                              | 7.430                 | 2020    | [ 125 ]         |
| Đức | Trung tâm Hàng không và Vũ trụ Đức                                                  | 4.233                 | 2017    | [ 126 ]         |
| Pháp | Trung tâm Nghiên cứu Vũ trụ Quốc gia Pháp                                           | 3.384                 | 2020    | [ 127 ]         |
| Nga | Roscosmos                                                                           | 2.530                 | 2020    | [ 128 ]         |
| Ấn Độ | Tổ chức Nghiên cứu Vũ trụ Ấn Độ                                                     | 2.000                 | 2021    | [ 129 ]         |
| Ý | Cơ quan Vũ trụ Ý                                                                    | 1.800                 | 2016    | [ 130 ]         |
| Nhật Bản | Cơ quan Nghiên cứu và Phát triển Hàng không Vũ trụ Nhật Bản                         | 1.699                 | 2017    | [ 131 ]         |
| Hàn Quốc | Viện Nghiên cứu Hàng không Vũ trụ Hàn Quốc                                          | 583                   | 2016    | [ 132 ]         |
| Anh Quốc | Cơ quan Vũ trụ Anh                                                                  | 500                   | 2017    | [ 133 ]         |
| Algérie | Cơ quan Vũ trụ Algerie                                                              | 360                   | 2015    | [ 134 ]         |
| Canada | Cơ quan Vũ trụ Canada                                                               | 246                   | 2018    | [ 135 ]         |
| Bỉ | Cơ quan Vũ trụ Liên ngành Bỉ                                                        | 224                   | 2018    | [ 136 ]         |
| Tây Ban Nha | Viện Công nghệ Hàng không Vũ trụ Quốc gia                                           | 211                   | 2018    | [ 137 ]         |
| Thụy Sĩ | Văn phòng Vũ trụ Thụy Sĩ                                                            | 177                   | 2019    | [ 125 ]         |
| Hà Lan | Văn phòng Vũ trụ Hà Lan                                                             | 110                   | 2013    | [ 138 ]         |
| Thụy Điển | Cơ quan Vũ trụ Quốc gia Thụy Điển                                                   | 100                   | 2011    | [ 139 ]         |
| Na Uy | Cơ quan Vũ trụ Na Uy                                                                | 97                    | 2014    | [ 140 ]         |
| Ukraina | Cơ quan Vũ trụ Nhà nước Ukraina                                                     | 80                    |         | [ 141 ]         |
| Áo | Cơ quan Vũ trụ Áo                                                                   | 75                    | 2018    | [ 142 ]         |
| Ba Lan | Cơ quan Vũ trụ Ba Lan                                                               | 61,5                  | 2019–21 | [ 143 ]         |
| Indonesia | Viện Hàng không và Vũ trụ Quốc gia                                                  | 55                    | 2019    | [ 144 ] [ 145 ] |
| Brasil | Cơ quan Vũ trụ Brasil                                                               | 47                    | 2018    | [ 146 ]         |
| Argentina | Comisión Nacional de Actividades Espaciales                                         | 45                    | 2019    | [ 147 ]         |
| Pakistan | Ủy ban Nghiên cứu Vũ trụ và Thượng tầng Khí quyển Pakistan                          | 45                    | 2018–19 | [ 148 ] [ 149 ] |
| Philippines | Cơ quan Vũ trụ Philippines                                                          | 38                    | 2019    | [ 150 ]         |
| Nigeria | Cơ quan Nghiên cứu và Phát triển Vũ trụ Quốc gia                                    | 32,3                  | 2019    | [ 151 ]         |
| Úc | Cơ quan Vũ trụ Úc                                                                   | 32                    |         | [ 152 ] [ 153 ] |
| Israel | Cơ quan Vũ trụ Israel                                                               | 14,5                  | 2019    | [ 154 ]         |
| Nam Phi | Cơ quan Vũ trụ Quốc gia Nam Phi                                                     | 11,8                  | 2014–15 | [ 155 ]         |
| México | Cơ quan Vũ trụ Mexico                                                               | 8,34                  | 2010    | [ 156 ]         |
| Iran | Cơ quan Vũ trụ Iran, Trung tâm Nghiên cứu Vũ trụ Iran và Viện Nghiên cứu Hàng không | 8                     | 2019–20 | [ 157 ]         |
| Thổ Nhĩ Kỳ | Cơ quan Vũ trụ Thổ Nhĩ Kỳ                                                           | 5,4                   | 2020    | [ 158 ]         |
| Thế giới | Tất cả các cơ quan vũ trụ (Tổng ngân sách công khai)                                | Khoảng 60.537         |         |                 |